# Romeos
Romeos je německý hraný film z roku 2011, který režírovala Sabine Bernardi podle vlastního scénáře. Snímek měl světovou premiéru na Berlinale 11. února 2011 v sekci Panorama. V ČR byl uveden v roce 2012 na filmovém festivalu Mezipatra pod názvem Romeo a Romeo.

## Děj
Dvacetiletý Lukas, který se narodil jako Miriam, právě prochází hormonální terapií, aby se mohl stát mužem. Začíná svou civilní službu v Kolíně nad Rýnem. Protože je však úředně stále považován za ženu, je ubytován na dívčím internátě, kde také bydlí jeho nejlepší kamarádka Ine. Díky ní se seznamuje s Fabiem, do kterého se zamiluje. Lukas před Fabiem tají, že není kluk, Fabio se to však náhodou dozví a je náhle odtažitý. Následující dny se Lukas a Fabio znovu sblíží. Fabio však ze strachu ze svých konzervativních rodičů začne chodit s dívkou. Přesto se Lukas a Fabio opět sblíží.

## Obsazení
| Rick Okon         | Lukas            |
| Maximilian Befort | Fabio            |
| Liv Lisa Fries    | Ine              |
| Felix Brocke      | Sven             |
| Silke Geertz      | Annette          |
| Gilles Tschudi    | Boeken           |
| Sigrid Burkholder | Lukasova matka   |
| Johannes Schwab   | Lukasův otec     |
| Tessa Lukat       | Leila            |
| Julia Schäfle     | blondýna         |
| Ben Gageik        | Svenův přítel    |
| Ralf Rotterdam    | Cassy Carrington |

## Ocenění
- Deutsche Film- und Medienbewertung: zvláštní ocenění
- Kölner Drehbuchpreis: cena za scénář (Sabine Bernardi)